# 宮下文一
宮下 文一（みやした ふみかず、1957年 - ）は、日本の歌手、作曲家、編曲家。
コーラス・グループ「JIVE」のリーダー。中島みゆき、吉田拓郎、谷村新司らのコーラスを務める。愛称「文さん（Bunさん）」。妻は鮎川麻弥。

## 来歴
長野県飯田市出身。長野県阿智高等学校、駒澤大学卒業。A型。牡羊座。大学の軽音楽部フォーク・ソング研究会の高橋誠、前田克美、内海秀和と4人でコーラス・グループを結成。
JIVEとして、1984年10月21日、アルバム『FIRST LETTER』、シングル「破れたフォトグラフ」でデビュー。JIVE楽曲すべてのコーラス・アレンジを担当。好きな物は酒、園芸。
JIVEでの活動は「JIVE」を参照。以下、JIVE以外の主なもの。

## 略歴
1995年、前田克美、片山恵理と3人でコーラスユニット"B-Wish"を結成。アルバム「Power of Love」、2ndシングル「10年後の私」（テレビ朝日「ウィークエンドライブ 週刊地球TV」エンディングテーマ）をリリース。
1998年、中島みゆきの音楽劇「夜会」に初参加。以来、ツアーなどでコーラス参加。1999年11月、中島みゆきのアルバム『日-WINGS』で「いつか夢の中へ」をデュエット。2004年1月、中島みゆき「夜会」に参加。2007年、「歌旅 -中島みゆきコンサートツアー2007-」ではTOKIOに提供した「宙船」を中島とツインボーカルで披露。同年から吉田拓郎のツアー・レコーディングに参加。ボイストレーナーも務める。2019年、中島みゆき 『夜会VOL.20「リトル・トーキョー」』にキャストとして出演。近年はソロでのライブ、Bun's Live「ヒトリヨガリ」を行う。

## 作品

### ソロ・ボーカル
- ミラクルの風になれ（「ウルトラマンダイナ」第9話挿入歌／作詞：松井五郎／作曲：鈴木キサブロー／編曲：タダミツヒロ）
- 文具券'97（日本文具振興「文具券」CMソング／作詞：佐々木雄平／作曲・編曲：矢田部正）

### 作詞・作曲
以下（作詞者／作曲者）
- JIVE

1. Foggy Rain（田口俊／宮下文一）
2. SCENE（高橋誠・宮下文一／宮下文一）
3. カーラジオから流れるグレンミラー（高橋誠・高平哲郎／宮下文一・高橋誠）
4. ONE FOR ME(CHURCH)（Jimmy Weaver・Melvin Carter／宮下文一）
5. LONELY HEARTS（松尾由紀夫／宮下文一）
6. ONE FOR ME(STREET)（Jimmy Weaver・Melvin Carter／宮下文一）
7. NOISE OF THE CITY II -HONEY BEE（Ralph McCarthy／宮下文一）
8. Take Me To The Power（サエキけんぞう／宮下文一）
9. Baby(You Drive Me Crazy)（Jimmy Weaver／宮下文一）

- 村田和美
  - やっぱ、やめとく…（藤林聖子／鮎川麻弥・宮下文一）[8]

### コーラス (Back Up Vocals)
- KAN
  - 『TIGERSONGWRITER』（1998年3月） - 「Song of Love -君こそ我が行くべき人生-（英語版）」

- 中島みゆき
  - 『日-WINGS』（1999年11月） - 「いつか夢の中へ」Duet
  - 『短篇集』（2000年11月）
  - 『恋文』（2003年11月） - 「恋とはかぎらない」Duet
  - 『ララバイSINGER』（2006年11月）
  - 『I Love You, 答えてくれ』（2007年10月） - 「顔のない街の中で」「一期一会」Harmony Vocal
  - 『歌旅 -中島みゆきコンサートツアー2007-』（2008年6月） - 「宙船（そらふね）」共演
  - 『DRAMA!』（2009年11月）
  - 『真夜中の動物園』（2010年10月）
  - 『荒野より』（2011年11月）
  - 『常夜灯』（2012年10月）
  - 『問題集』（2014年11月）
  - 『組曲 (Suite)』（2015年11月）
  - 『相聞』（2017年11月）
  - 『中島みゆき ライブ リクエスト -歌旅・縁会・一会-』（2018年12月）Vocal & Acoustic Guitar
  - 『夜会工場VOL.2』（2018年12月）
  - 『CONTRALTO』（2020年1月）

- 吉田拓郎
  - 『AGAIN』（2014年6月）
  - 『From T』（2018年8月）

### コーラスアレンジ
- 森丘祥子　1990年5月25日アルバム『Pink & Blue』
  - 空気みたいなさよなら（小倉泰治と共同編曲・コーラスアレンジ）
  - Blue Lemon Blue（コーラスアレンジ）
  - 見えない自転車（編曲）
  - Pretty In Pink（コーラスアレンジ）
  - 助手席のダイヤモンド（コーラスアレンジ）

- 吉田拓郎
  - 「午前中に…」（2009年4月）
  - 「午後の天気」（2012年6月）

## 著作
- 「ポップコーラスができる本: コーラス・アンサンブルのためのガイドブック」（ヤマハ音楽振興会）1994年7月[9]